# 테오도리쿠스 영묘
테오도리쿠스 영묘(이탈리아어: Mausoleo di Teodorico)는 이탈리아 라벤나에 위치한 동고트 왕국의 왕 테오도리쿠스 마그누스를 기리는 영묘로, 서기 520년에 축조되어 현재까지 보존되고 있다.